# Alcis dilatata
Alcis dilatata là một loài bướm đêm trong họ Geometridae.